# Stenophantes martinezi
Stenophantes martinezi är en skalbaggsart som först beskrevs av Cerda 1980.  Stenophantes martinezi ingår i släktet Stenophantes och familjen långhorningar. Inga underarter finns listade i Catalogue of Life.